# Austrocarea
Austrocarea is een geslacht van vlinders van de familie visstaartjes (Nolidae), uit de onderfamilie Chloephorinae.

## Soorten
- A. albipicta Hampson, 1905
- A. iocephala Turner, 1902
- A. orthoscia Warren, 1916